# Alashanplateau

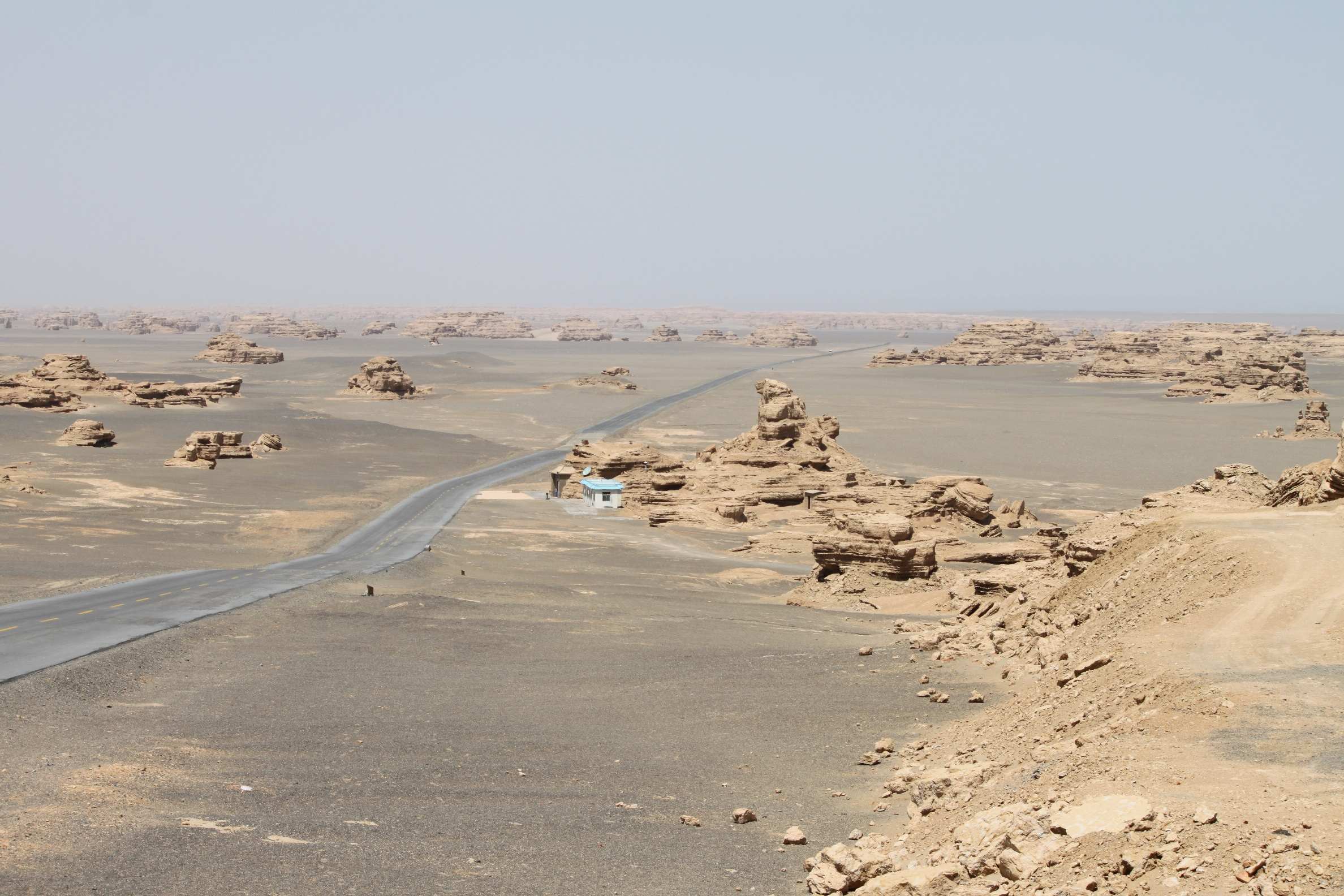
Grindwoestijn met yardangs bij Dunhuang (West-Gansu)

Het Alashanplateau is een hoogvlakte in het noordwesten van China (het westen van Binnen-Mongolië en het grootste deel van de provincie Gansu) en uiterste zuidwesten van Mongolië. Het plateau bevat het zuidwestelijke uiteinde van de Gobiwoestijn. In het zuiden wordt het begrensd door het hooggebergte van de Qilian Shan, waarachter het hogere Tibetaans Plateau begint. In het oosten gaat het ongeveer bij de Ordosbocht van de Huang He (Gele Rivier) over in het Lössplateau van het noorden van China. Ten westen van het Alashanplateau ligt het Tarimbekken; hier begint de Taklamakanwoestijn.
Het reliëf in het gebied wordt gedomineerd door een basin and range-topografie, met langgerekte, parallelle bergruggen afgewisseld met wijde zandvlakten en stuifduinen. De hellingen reiken tot rond de 2000 m hoogte, terwijl de vlakten rond de 1000 m boven zeeniveau liggen. Het oosten van het Alashanplateau ligt in het bovenste deel van het stroomgebied van de Huang He. De rivier stroomt door een brede vlakte met vele bochten en hoefijzermeren. Het westelijke deel van het Alashanplateau is onderdeel van een groot endoreïsch bekken: het wordt bevloeid door de rivier de Ejin, die ongeveer 600 km van zuid naar noord stroomt alvorens op te drogen. 
Naar het noordoosten en westen is het plateau grotendeels bedekt door de Gobiwoestijn, maar rond rivieren, op hogere hellingen en aan de voet van de Qilian Shan komt enige begroeiing voor en is sprake van halfwoestijn. Typische plantensoorten zijn alsem, acacia en akkerwinde. Tot de natuurlijke fauna in het gebied behoren kamelen en zeldzame wilde paarden. Ook komen er antilopen, steppevossen en verschillende soorten hagedissen voor.
In het verleden liep de Zijderoute door het gebied, de handelsroute van China naar het westen. In tegenstelling tot de woestijn verder naar het noorden liggen op het zuidelijk deel van het Alashanplateau oases die als pleisterplaatsen konden worden gebruikt. Het plateau was ook makkelijker begaanbaar dan de bergen van de Qilian Shan of de onherbergzame hooglanden van Tibet. Deze doorgang wordt de Hexi-Corridor genoemd. Het belang van het gebied voor handel en culturele uitwisseling blijkt uit eeuwenoude sporen van menselijke aanwezigheid, zoals de Mogao-grotten in de omgeving van Dunhuang of de fortificaties aan het uiteinde van de Grote Muur bij Jiayuguan. Tegenwoordig probeert China het gebied te ontwikkelen door migratie te stimuleren. Dit brengt ecologische problemen mee, omdat de menselijke aanwezigheid de habitat van wilde diersoorten verkleint en (vaak illegale) jacht meebrengt. Het afzetten van graasland, overbegrazing, en verwoestijning als gevolg van onhoudbaar watergebruik zijn andere bedreigende factoren.